# 八獎區
八獎區，原稱為下路頭區，為民國三十四年（1945年）臺灣省嘉義市行政區之一。「八獎」二字乃源自於流經區內的八掌溪（昔稱八獎溪）而得名。民國三十五年（1946年）與南門區合併為新南區。